# Азарова, Валентина Вячеславовна
Валентина Вячеславовна Азарова (род. 2 октября 1991 года, Ленинград, РСФСР, СССР)— российская спортсменка, выступающая в фитнесе, бодибилдинге и джиу-джитсу, бывшая порноактриса. Чемпионка Европы по джиу-джитсу IBJJF 2017 (No Gi). Обладатель пурпурного пояса.

## Биография
Родилась 2 октября 1991 года в Ленинграде (нынешная Санкт-Петербург), СССР.
Начала карьеру в порноиндустрии под именем Megan Vale в 2011 году, однако снималась в основном под псевдонимом Lupe Burnett. Работала в студиях New Sensations, Digital Sin, Evil Angel, Juicy Entertainment, Sunset Media, Platinum Media. Также работала танцовщицей в ряде питерских ночных клубов.
Окончила Национальный государственный университет физической культуры, спорта и здоровья имени П. Ф. Лесгафта (бакалавр). С 2015 года ушла в спорт. Тренируется у Матеуса Сенны, первый тренер — Юрий Виноградов. Мечтает поработать с Кинаном Корнелиусом, популярным спортсменом с Гавайев. Также занимается тренерской деятельностью.
В 2017 году принимала участие в программе Первого канала «Русский ниндзя».

## Личная жизнь
Была замужем, но брак завершился разводом.

## Основные достижения
- Открытый чемпионат Финляндии 2016 (No-Gi)
- UAJJF Russia National Pro 2016 (Gi)
- Чемпионат России по джиу-джитсу (не-ваза) 2016
- Чемпионат России по джиу-джитсу (Gi) 2016[9]
- Кубок России по джиу-джитсу (не-ваза) 2017[9]
- Open Rome Jiu-Jitsu IBJJF (Gi) 2017
- Чемпионат Европы по джиу-джитсу (No-Gi) 2017[10]
- FBJJF Открытый чемпионат Финляндии (Gi) 2017
- UAJJF Russia National Pro 2017(Gi)
- Кубок России по джиу-джитсу (Power Open Fight) 2017
- Открытый чемпионат Финляндии 2017 (No-Gi)